# Enrique Barrera y Gómez
Enrique Barrera y Gómez (Valladolid, 26 d'abril de 1844 - Burgos, 2 de juliol de 1922) fou un compositor espanyol.
Fou mestre de capella de la catedral de Burgos. Va compondre més de dues centes obres de música religiosa moltes de les quals es conserven en aquella catedral i també en té algunes a Palència al Palau Nacional i Santiago de Compostela. La seva òpera Atahualpha, aconseguí el primer premi del certamen nacional d'òpera de 1859.
En les seves classes d'harmonia i composició tingué el seu conciutadà Nicolás Fernández Arias.